# Avan Jogia
Avan Tudor Jogia (IPA: ˈævən_ˈdʒoʊɡiə; Vancouver, 1992. február 9. –) amerikai-kanadai színész, író, rendező, aktivista, zenész. Első szerepe a 2006-os Gyűlölt másság című tévéfilmben volt. Miután az Egyesült Államokba költözött, több televíziós szerepet kapott, például a Caprica (2009-2010) című sorozatban.
Legismertebb szerepe Beck Oliver a V, mint Viktória (2010-2013) sorozatból. További ismert szerepei még Danny Desai a Twisted című sorozatból, valamint Roman Mercer a Ghost Wars sorozatból.

## Élete
Avan Tudor Jogia néven született 1992. február 9-én, Wendy és Mike Jogia gyermekeként. Apja brit indiai. Anyja angol, német és walesi felmenőkkel rendelkezik. Testvére Ketan zenei producer.
Az angol mellett franciául is beszél.
A Killarney Secondary Schoolba járt, egészen 17 éves koráig, amikor kilépett az iskolából, hogy a színészkedésre koncentráljon. Egy interjúban elmondta, hogy a szülei nem engedték középiskolába, hogy otthon tanulhasson. Egy ultimátum miatt - miszerint vagy kap egy szerepet hat hónap alatt, vagy vissza kell térnie az iskolába - Los Angelesbe költözött.
Fő hatásainak Tim Curryt és Ben Kingsley-t tette meg.

## Filmográfia

### Film
| Év   | Magyar cím                        | Eredeti cím                            | Szerep                    | Magyar hang        |
| ---- | --------------------------------- | -------------------------------------- | ------------------------- | ------------------ |
| 2010 |                                   | Triple Dog                             | Fiú, aki felveszi Sarah-t |                    |
| 2010 |                                   | Finding Hope Now                       | Santos Delgado            |                    |
| 2011 |                                   | Alex (rövidfilm)                       | Alex                      |                    |
| 2015 | Tízezer szent                     | Ten Thousand Saints                    | Teddy McNicholas          | Czető Ádám         |
| 2015 |                                   | I Am Michael                           | Nico Gladstone            |                    |
| 2015 |                                   | Here Now (rövidfilm)                   | Dark                      |                    |
| 2016 | A király megölése                 | Shangri-La Suite                       | Teijo Littlefoot          | Ágoston Péter      |
| 2016 |                                   | The Drowning                           | Danny Miller              |                    |
| 2017 |                                   | The Outcasts                           | Dave Quinn                |                    |
| 2017 | Egy különleges ember éve          | The Year of Spectacular Men            | Sebastian Bennett         | Markovics Tamás    |
| 2018 |                                   | A Midsummer Night's Dream              | Puck                      |                    |
| 2018 |                                   | The New Romantic                       | River Dewan               |                    |
| 2018 |                                   | Paper Year                             | Dan Delaney               |                    |
| 2019 | Shaft                             | Shaft                                  | Karim Hassan              | Fehér Tibor        |
| 2019 | Zombieland 2. – A második lövés   | Zombieland: Double Tap                 | Berkeley                  | Nagy Dániel Viktor |
| 2019 |                                   | The Artist's Wife                      | Danny                     |                    |
| 2021 |                                   | The Exchange                           | Stephane                  |                    |
| 2021 | A kaptár – Raccoon City visszavár | Resident Evil: Welcome to Raccoon City | Leon S. Kennedy           | Fehér Tibor        |

### Videójátékok
| Év   | Cím                         | Szerep               |
| ---- | --------------------------- | -------------------- |
| 2012 | Victorious: Time to Shine   | Beck Oliver (hangja) |
| 2012 | Victorious: Taking the Lead | Beck Oliver (hangja) |